# Jakabházy Zsigmond
Szentábrahámi Jakabházy Zsigmond (Kiskede, 1867. május 26. – Budapest, Józsefváros, 1945. július 4.) farmakológus, toxikológus, orvos, egyetemi rektor. 1923-tól a Magyar Tudományos Akadémia levelező tagja.

## Életútja
Jakabházy Zsigmond és szentléleki Pakot Polixéna fia. Alapiskoláit Székelyudvarhelyen járta, orvosi oklevelét a Kolozsvári Magyar Királyi Ferenc József Tudományegyetemen szerezte meg 1891-ben. A későbbiekben, 1897–1898-ban a strassburgi, 1898-ban a lipcsei egyetemen folytatott tanulmányokat ösztöndíjjal. 1899-ben kinevezést kapott a kolozsvári egyetemre mint a kísérletes gyógyszerhatástan és gyógyszerismereti módszertan magántanára. 1901-ben – ugyancsak ösztöndíjjal – a grazi Károly Ferenc Egyetemen járt tanulmányúton, majd Kolozsvárra hazatérve adjunktusként folytatta az oktatómunkát. 1913-ban a gyógyszertan nyilvános rendes tanára lett, de 1919-ben – a román hűségeskü megtagadása miatt – el kellett hagynia az egyetemet. Oktatótevékenységét felfüggesztette, és rövid ideig az udvarhelyi Siménfalván orvosi praxist tartott. 1920-ban a felkérést elfogadva a budapesti Pázmány Péter Tudományegyetemen a gyógyszerisme és méregtan nyilvános rendes tanára lett, és egészen 1937-es nyugdíjazásáig oktatott az intézményben mint a gyógyszerismereti intézet igazgatója. Időközben két tanéven keresztül, 1924–1926-ban betöltötte az orvostudományi kar dékáni tisztét.

## Családja
Házastársa Cs. Szabó Margit (1871–1957) volt, akit 1890-ben Simonfalván vett nőül.
Gyermekei: dr. Jakabházy Zsigmond (1900–1965) gyógyszerész, dr. Jakabházy István (1906–1963) fogorvos, egyetemi magántanár, Jakabházy Ilona (Csipke Zoltán felesége), dr. Lukács Tihamérné Jakabházy Margit és Jakabházy Mária (Issekutz Béla felesége).

## Munkássága
Kolozsvári tanárainak egyike Lőte József volt, akinek közeli munkatársává lett. Főként gyógyszerismereti (farmakognóziai) munkássága jelentős, de behatóan foglalkozott a gyógyszerek és a mérgek hatásmechanizmusával is. 1906-tól 1915-ig tagja volt az Értekezések az Erdélyi Múzeum-Egyesület Orvos-természettudományi Szakosztályából című szakfolyóirat szerkesztőbizottságának.

## Társasági tagságai és elismerései
Tudományos eredményei elismeréseként 1923-ban a Magyar Tudományos Akadémia levelező tagjává választották. 1906 és 1915 között az Erdélyi Múzeum-Egyesület orvosi és természettudományi osztályának titkára, 1935–1943 között a Magyar Gyógyszerésztudományi Társaság elnöke volt.

## Főbb művei
- Gyógyszerisme, Kolozsvár, 1895 (Nyiredy Gézával és Issekutz Hugóval).
- A rerum nostrásnak, mint hashajtó szernek értékéről. (A magyar orvosok és természetvizsgálók nagygyűlésének munkálatai, 1903)
- Ireg-idomhatástani vizsgálatok aspirinnel, Kolozsvár, 1904.
- Az urethranok hatásáról (Értesítő az Erdélyi Múzeum-Egyesület Orvosi Szakosztályából, 1910)
- A különféle élvezeti szerekről, Kolozsvár, 1911.
- A gyógyszerismeret kézikönyve, I–II. kötet, Kolozsvár, 1913 (Issekutz Bélával).
- A háború és a gyógyszerek, Kolozsvár, 1915.
- Szabó Dénes-emlékkönyv. Írták és kiadták tanítványai és tanártársai. Szerk. Imre Józseffel. (Kolozsvár, 1915–1919)